# Station Reichshoffen
Station Reichshoffen is een spoorwegstation in de Franse gemeente Reichshoffen.